# Рейс, Вильгельм
Вильгельм Йоханн Рейс (нем. Wilhelm Johann Reiß; 1838—1908) — немецкий геолог и путешественник. Первым из европейцев поднялся на Котопахи.

## Биография
Вильгельм Рейс родился в 1838 году. В 1868—1877 годах совершил вместе с Штюбелем путешествие по Южной Америке, обследовал Колумбию, Эквадор, Перу и Боливию и первым из европейцев поднялся на Котопахи. Главной его целью было всестороннее, особенно топографическое и геологическое исследование Андской цепи. Часть Анд в Эквадоре исследована им так подробно, как ни одна высокая горная страна вне Европы.
Рейс написал много сочинений, изданных в Кито, на испанском языке.

## Сочинения
- Ausflug nach den vulkanischen Gebirgen von Agina u. Methana (совместно со Штюбелем). — Heidelberg, 1867.
- Santorin. Die Kaimeni-Inseln (совместно с Фричем и Штюбелем). — Heidelberg, 1867.
- Geologische Beschreibung der Insel Tenerife (совместно с Фричем). — 1868.
- Geschichte und Beschreibung der vulkanischen Ausbruche bei Santorin (совместно со Штюбелем). — 1868.
- Das Totenfeld von Ancon in Peru (совместно со Штюбелем). — Berlin, 1880—1887.
- Kultur und Industrie südamerikanischer Völker. — Berlin, 1889—1890.
- Reisen in Südamerika (со Штюбелем). — Berlin, 1890ff.